# Magyarosaurus
Magyarosaurus („șopârlă maghiară”) este un gen de dinozaur sauropod pitic din Cretacicul târziu descoperit în Bazinul Hațegului, România. Este unul dintre cei mai mici cunoscuți sauropozi adulți, cu o lungime de doar șase metri. Specia tip și singura specie este Magyarosaurus dacus. Într-un studiu din 2005 s-a dovedit a fi o rudă apropiată a Rapetosaurus din familia Saltasauridae, clada Titanosauria, care erau sauropode gigantice (dinozauri erbivori). M. dacus era foarte mic pe lângă ruda sa cea mai mare, Argentinosaurus, care putea ajunge la o lungime de 30-35 de metri și trăia pe teritoriul Argentinei de astăzi. 

## Descriere

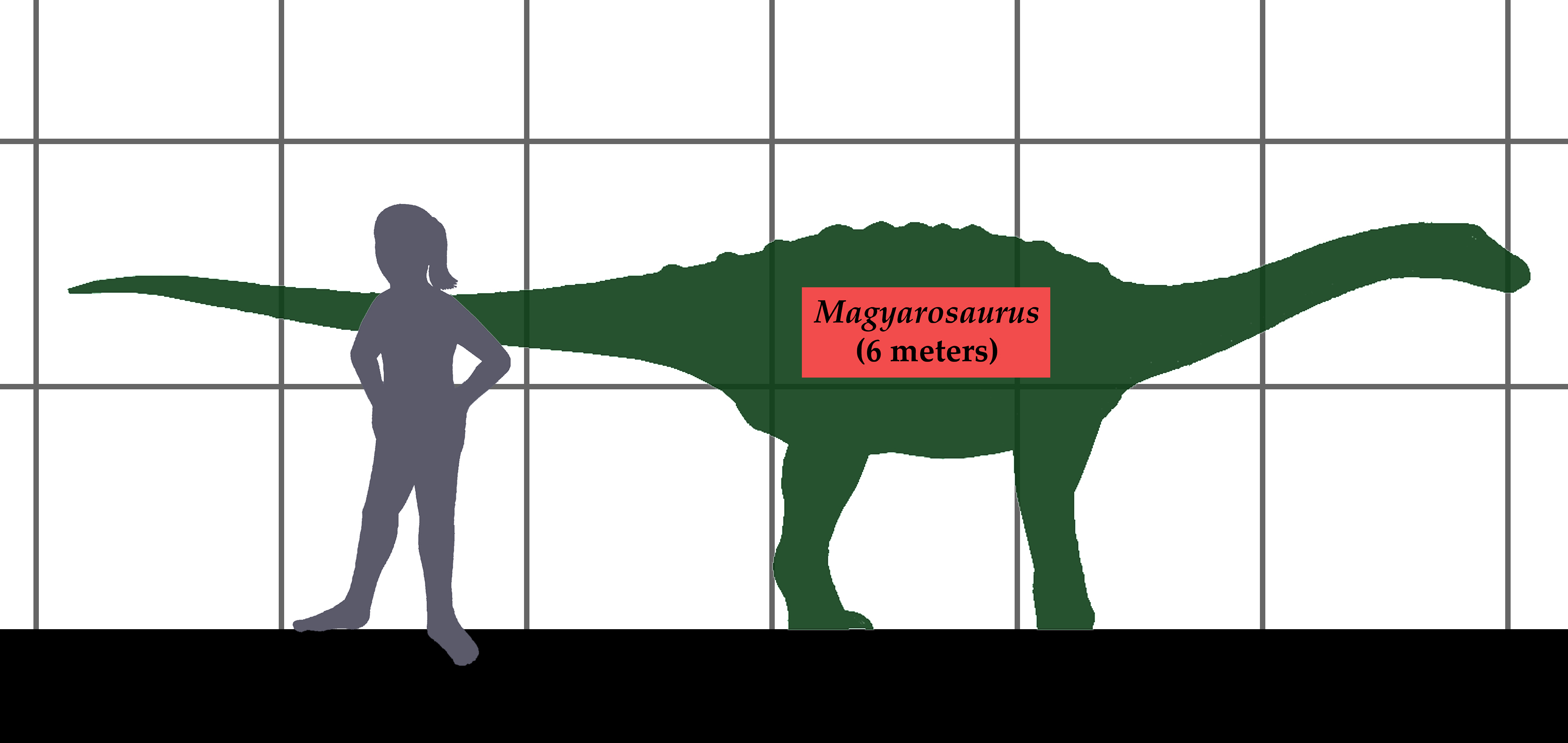
Dimensiune comparativ cu un om

Greutatea Magyarosaurus a fost estimată la 1,1 tone. și lungimea la 6 metri. Purta o armură dermică ciudată. În 2010, Gregory S. Paul a dat estimări mai mici de o tonă cu aceeași lungime.
Stein și colab. (2010) a constatat că niciuna dintre rudele apropiate ale Magyarosaurus nu a avut o dimensiune redusă. Aceasta înseamnă că, pentru clada sa, dimensiunea mică este o autapomorfie distinctivă.
Codrea și colab. (2008) s-au referit la o vertebră caudală situată probabil aproape de mijlocul cozii, și care are caracteristici tranzitorii. 

## Descoperire

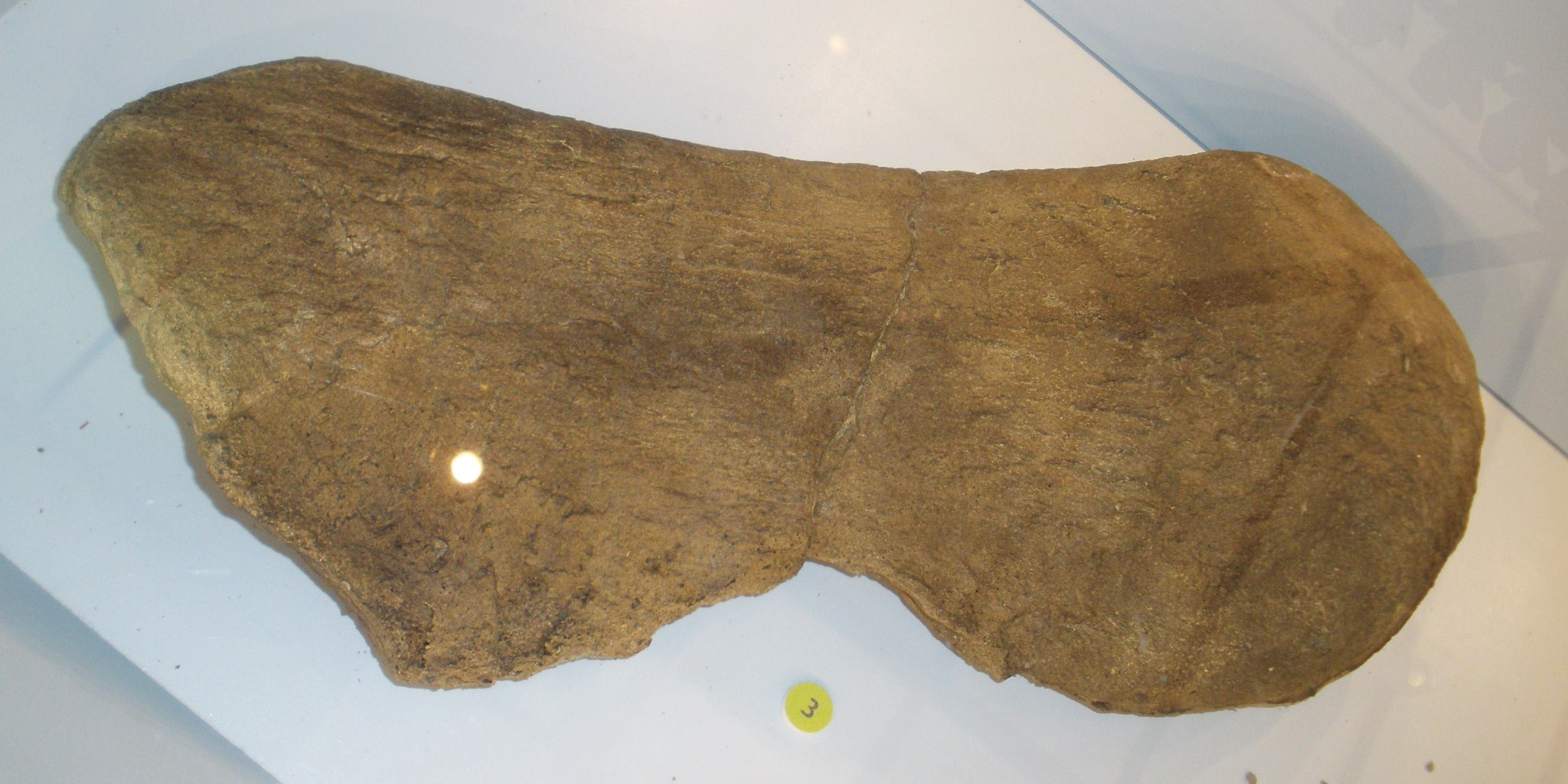
Magyarosaurus sp. scapula

Rămășițele aparținând a cel puțin zece specimene au fost recuperate în 1915 din regiunea Hunedoara (Formațiunea Sânpetru) zonă care în timpul descoperirii aparținea Ungariei, dar în prezent aparține României. Inițial au fost numiți Titanosaurus dacus, numele specific referindu-se la daci (care locuiau în acel loc în urmă cu aproximativ 2000 de ani), de către paleontologul maghiar Franz Nopcsa. Nopcsa colectase fosile din zonă începând cu 1895. Ulterior, specia a fost redenumită Magyarosaurus dacus de Friedrich von Huene în 1932. Tot în 1932 von Huene a numit alte două specii: M. hungaricus și M. transsylvanicus după rarele oase fosile găsite care sunt mai mari decât ale Magyarosaurus dacus. M. hungaricus poate reprezenta un taxon distinct.

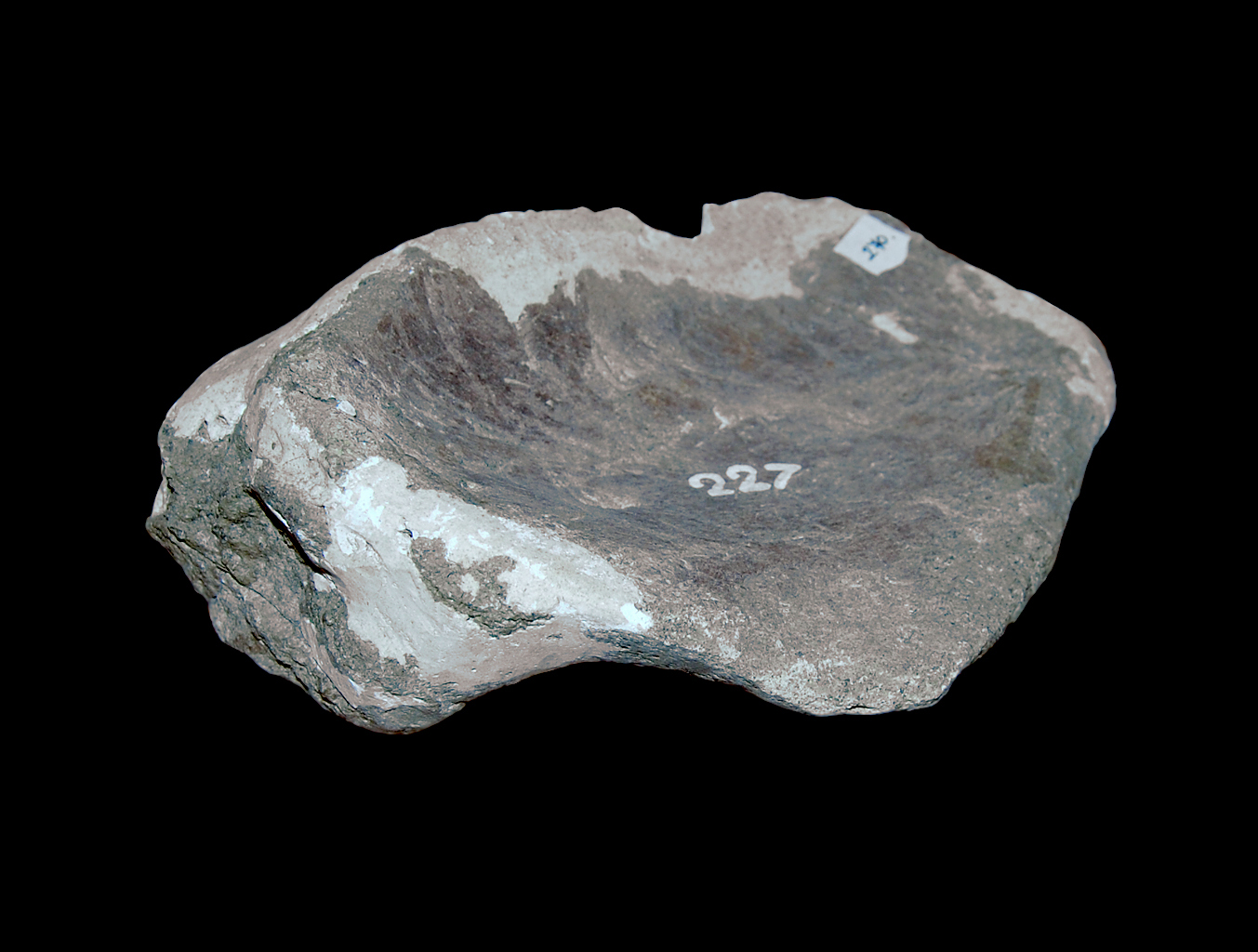
Coracoid

Holotipul, BMNH R.3861a, este format dintr-un set de vertebre. Au fost găsite numeroase alte oase, în principal vertebre caudale și dorsale și elemente ale scheletului apendicular. Nu au fost găsite resturi de craniu sau dinți. S-au descoperit 14 ouă fosile care au fost atribuite Magyarosaurus.
Cercetările de paleontologie au fost efectuate la Râpa Roșie în apropiere de Sebeș, pe partea de sud-vest a Bazinului Transilvaniei. Investigațiile au fost începute în 1969. Pe baza investigațiilor efectuate de paleontologii români Codrea și Dica în 2005, s-a atribuit vârsta acestor formațiuni vârstei Maastrichtian - Miocen. Unele dintre rarele fosile găsite aici sunt, de asemenea, vertebre și una dintre acestea este o vertebră caudală a sauropodului. Paleontologii implicați în studiile de la Râpa Roșie au susținut că acesta este singurul gen sauropod raportat în cele mai recente formațiuni cretacice maastrichtiene din România, care ar putea fi declarat ca Magyarosaurus.

## Paleobiologie

### Nanism

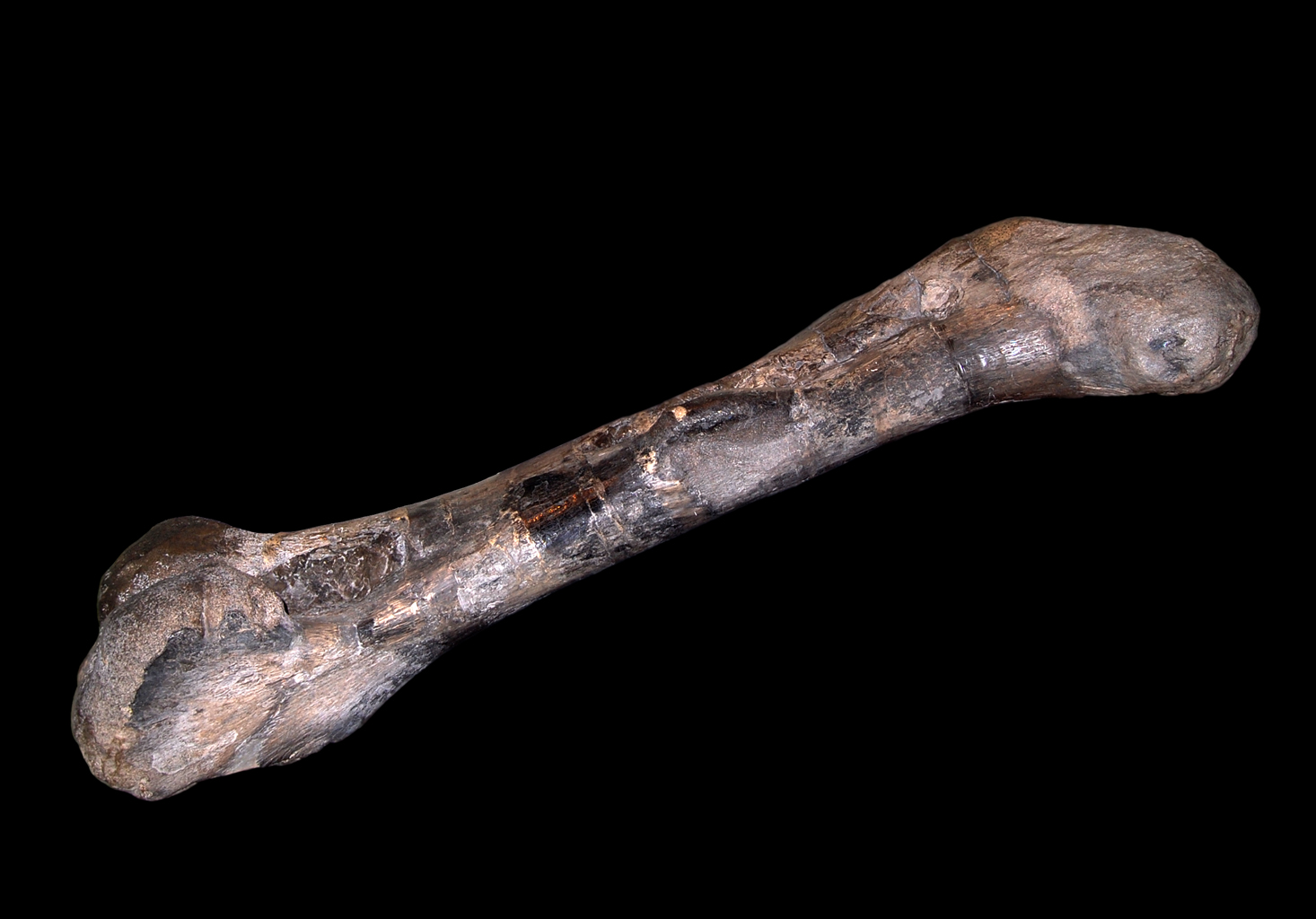
Os Magyarosaurus dacus, Muzeul de Istorie Naturală din Viena

Cercetătorii germani de la Universitatea din Bonn, conduși de profesorul Koen Stein, susțin că în Cretacic, cu 65-144 de milioane în urmă, Transilvania era o insulă din oceanul Tethys. Dinozaurii care trăiau aici, ca urmare a presiunilor selective prezentate de hrana limitată și lipsa prădătorilor naturali au devenit un produs al nanismului insular. Acest lucru s-a întâmplat mai multor dinozauri existenți la acea vreme, inclusiv ornitopodul  Rhabdodon și nodosaurul Struthiosaurus. Nopcsa a fost primul care a sugerat nanismul insular ca o explicație pentru dimensiunile reduse ale Magyarosaurus în comparație cu alte sauropode. Cercetătorii de mai târziu s-au îndoit de concluziile sale, sugerând în schimb că cunoscuta fosilă Magyarosaurus reprezintă juvenili. Un studiu detaliat al modelelor de creștere osoasă publicat în 2010 a susținut ipoteza inițială a lui Nopcsa, arătând că micii indivizi Magyarosaurus erau adulți. S-a sugerat că nanismul insular a dus ca genele izolate să păstreze caracteristici mai primitive.
Foarte rarele fosile ale titanosaurului mai mare M. hungaricus găsite în fauna Hațegului reprezintă o excepție interesantă pentru nanismul general al celorlalți dinozauri de pe insula Hațeg. Prezența câtorva indivizi dintr-o specie mai mare de titanosaurian s-ar putea explica printr-un nivel mai scăzut al mării, când dimensiunea efectivă a insulei a crescut și a permis supraviețuirea unei populații de dimensiuni mai mari, sau reprezintă resturile de animale rătăcite de pe terenuri mai mari situate în apropiere.
Se știe că nanismul apare foarte rapid, la o scară de timp de 103 ani, care este mult sub rezoluția de timp din depozite sedimentare terestre; în acest fel animalele mari timpurii și piticii ulteriori par contemporani.
Starea pitică a lui M. dacus este unică în rândul titanosaurelor, care au mari mase corporale. Singurul alt sauropod pitic cunoscut este Europasaurus din Jurasicul superior al Germaniei.

### Histologie
În 2010, Koen Stein și colab. au studiat histologia Magyarosaurus. Au descoperit că până și cei mai mici indivizi păreau a fi adulți. Histologia Magyarosaurus a arătat că a avut o rată de creștere foarte mică însă rata metabolică a fost ridicată.

## Reconstrucția dinozaurului

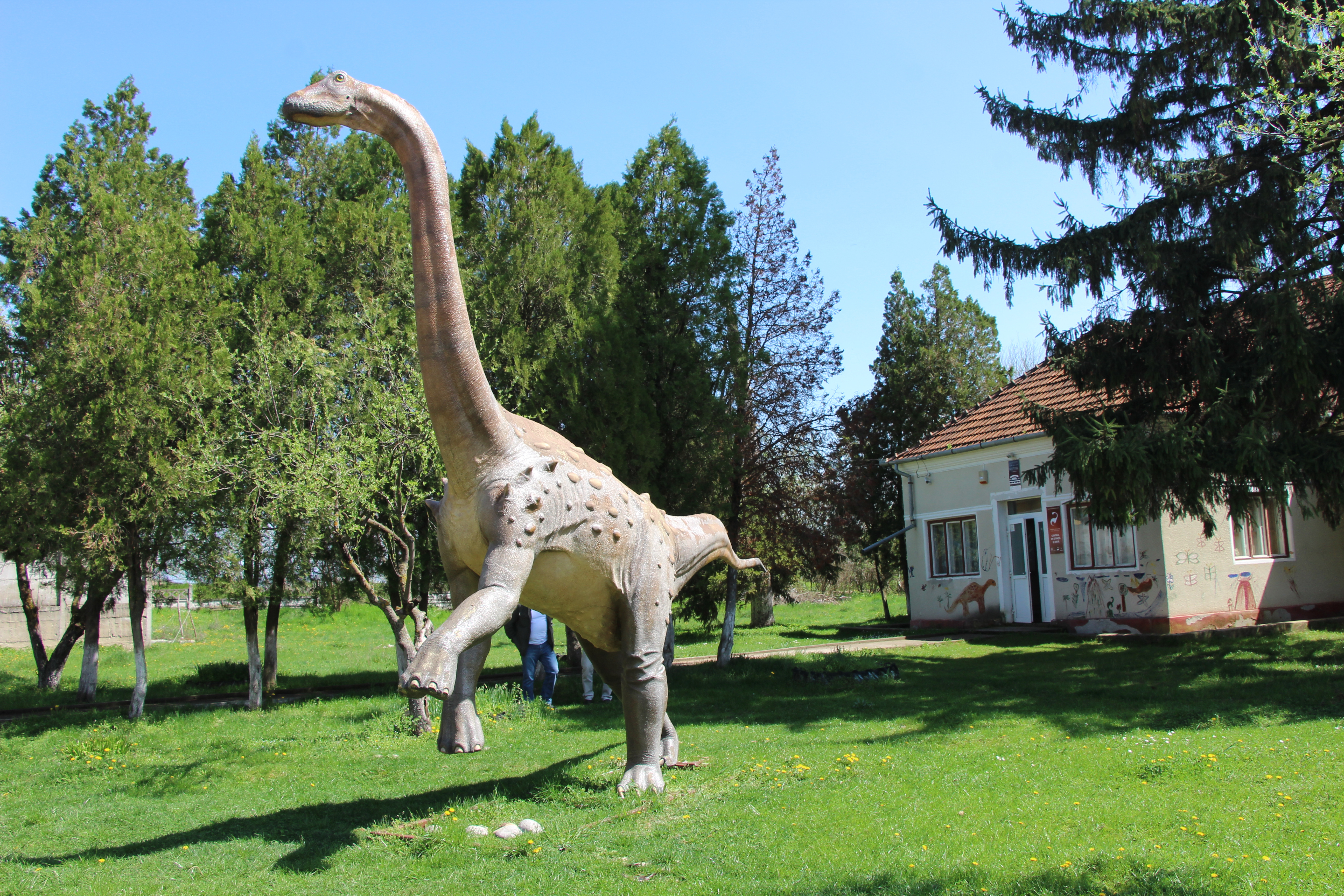
Macheta realizată de canadianul Brian Cooley

În 2011, s-a semnat un acord de colaborare între Universitatea din București, care este administratorul geoparcului dinozaurilor din Hațeg, și institutul de geologie și geoecologie GeoEcoMar, privind dezvoltarea și promovarea proiectelor comune. În 2014 a apărut ideea creării Muzeul Dinozaurilor din Transilvania care urma să expună reconstituiri de calitate muzeală, realizate în mărime naturală. 
Sculptorul canadian Brian Cooley s-a ocupat de realizarea machetei Magyarosaurus dacus cu o lungime de 7 metri și 3,5 metri înălțime. Macheta a fost gata la sfârșitului lui mai 2014 însă pentru că valoarea transportului ei în România era prea mare, Brian Cooley a prezentat un proiect numit „A Transylvanian 
dwarf dinosaur needs a ride home” care a fost finanțat prin platforma Kickstarter.